# 文訥河
文訥河（德語：Wenne），是德國的河流，位於該國西部，處於北萊茵-威斯特法倫州，屬於魯爾河的左支流，河道全長31公里，流域面積219平方公里，發源自施馬倫貝格。